# Prvenstva Zagrebačkog nogometnog podsaveza
Zagrebački nogometni klubovi započeli su službena natjecanja prije osnivanja Zagrebačkog nogometnog podsaveza. Prije početka Prvog svjetskog rata odigrana su dva prvenstva Hrvatske i Slavonije (1912./13. i 1913./14.) koje je organizirao Nogometni pododbor Hrvatskog športskog saveza. U 1918. godini organizirana su dva ratna prvenstva Zagreba. U to vrijeme Nogometna sekcija već postaje autonomno tijelo Hrvatskog športskog saveza te donosi odluku da se u proljetnoj sezoni 1919. godine natjecanje proglasi za prvenstvo Hrvatske i Slavonije. Na jesen se organizira još jedno Prvenstvo Hrvatske i Slavonije, a od 1920. godine počinju se organizirati Prvenstva Zagrebačkog nogometnog podsaveza. Jugoslavenski nogometni savez je u to vrijeme bio podijeljen na pet podsaveza, te je početkom 1920. godine preporučio da se započne s organiziranjem podsaveznih prvenstava kako bi se moglo organizirati prvenstvo Jugoslavenskog nogometnog saveza. Natjecanje je organizirano u Zagrebu i po župama podsaveza, a prvakom je postala uspješnija momčad u završnoj utakmici između prvaka Zagreba i prvaka pokrajine (prvaka svih župa). 1924. godine Zagrebački nogometni podsavez je imao 13 župa: zagrebačku, karlovačku, brodsku, osječku, varaždinsku, bjelovarsku, sisačku, bosansku, moslavačku, požešku, sušačku, derventsku i đakovačku od kojih je osječka ubrzo prerasla u Osječki nogometni podsavez. Bila su to opširna natjecanja koja nije bilo lako provesti. Klubovi izvan Zagreba bili su uglavnom siromašni, a putovanja su zahtijevala financijski trošak, što je otežavalo održavanje utakmica. Prvaci Zagrebačkog nogometnog podsaveza sudjeluju od 1923. godine u prvenstvima Jugoslavenskog nogometnog saveza. Kasnije se broj plasiranih momčadi povećava (od 1927. godine dvije, od sezone 1930./31. tri najbolje momčadi). Od sezone 1932./33. najbolje momčadi ZNP-a zbog nastupanja u Jugoslavenskim prvenstvima ne sudjeluju u prvenstvima ZNP-a. Za vrijeme NDH ponovo se organiziraju prvenstva s najboljim momčadima. Posljednje prvenstvo sa svim momčadima podsaveza organizirano je 1946. godine kao izlučno natjecanje za Hrvatsku ligu, odnosno za Prvu jugoslavensku ligu. Od tada su to nižerazredna natjecanja za Prvu jugoslavensku ligu (1947. – 1991.), odnosno Prvu hrvatsku nogometnu ligu (od 1992. do danas).

## 1920. – 1941.
| sezona    | razred | Prvak ZNP-a        | Prvak Zagreba | Prvak pokrajine         | Završnica                        |
| --------- | ------ | ------------------ | ------------- | ----------------------- | -------------------------------- |
| 1919./20. | I.     | Građanski          | Građanski     | Marsonia (Brod na Savi) | utakmica nije odigrana           |
| 1920./21. | I.     | HAŠK               | HAŠK          | Cibalia (Vinkovci)      | HAŠK - Cibalia 16:0              |
| 1921./22. | I.     | HAŠK               | HAŠK          | Slavija (Osijek)        | HAŠK - Slavija 5:0               |
| 1923.     | I.     | Građanski          | Građanski     | Varaždinski ŠK          | Građanski - Varaždinski ŠK 4:0   |
| 1923./24. | I.     | Građanski          | Građanski     | Marsonia (Brod na Savi) | Građanski - Marsonia 3:0 b.b.    |
| 1924./25. | I.     | Građanski          | Građanski     | Čakovečki ŠK            | Građanski - Čakovečki ŠK 10:1    |
| 1925./26. | I.     | Građanski          | Građanski     | Bjelovarski GŠK         | Građanski - Bjelovarski GŠK 11:0 |
| 1926./27. | I.     | HAŠK               | HAŠK          | Krajišnik (Banja Luka)  | HAŠK - Krajišnik 11:0            |
| 1927./28. | I.     | Građanski          | Građanski     | Marsonia (Brod na Savi) | Građanski - Marsonia 4:3         |
| 1928./29. | I.     | HAŠK               | HAŠK          | Čakovečki ŠK            |                                  |
| 1929./30. | I.     | HAŠK               | HAŠK          | Marsonia (Brod na Savi) |                                  |
| 1930./31. | I.     | HAŠK               | HAŠK          | Segesta (Sisak)         | HAŠK - Segesta 4:0               |
| 1931./32. | I.     | HAŠK               | HAŠK          | Segesta (Sisak)         |                                  |
| 1932./33. | II.    | Viktorija          | Viktorija     | Segesta (Sisak)         | Viktorija - Segesta 7:3, 4:1     |
| 1933./34. | II.    | Slavija (Varaždin) | Željezničar   | Slavija (Varaždin)      | Slavija - Željezničar 3:1, 1:0   |
| 1934./35. | II.    | Slavija (Varaždin) | Šparta        | Slavija (Varaždin)      | Slavija - Šparta 2:2, 7:2        |
| 1935./36. | I.     | Concordia          |               |                         |                                  |
| 1936./37. | II.    | Slavija (Varaždin) |               |                         |                                  |
| 1937./38. | II.    | Slavija (Varaždin) |               |                         |                                  |
| 1938./39. | II.    | Concordia          |               |                         |                                  |
| 1939./40. | II.    | Željezničar        |               |                         |                                  |

Kolona “razred“ označava stupanj nogometnog natjecanja u Kraljevini SHS / Jugoslaviji 
(Ostale sezone u izradi)

## 1941. – 1945.
| sezona    | razred | Prvak        |
| --------- | ------ | ------------ |
| 1941./42. | II.    | Ličanin      |
| 1942./43. | I.     | Građanski    |
| 1943./44. | I.     | Građanski    |
| 1945.     | I.     | (nedovršeno) |

Prvak pokrajne 1942./43. Zagorac (Varaždin)
Prvak pokrajne 1943./44. Segesta (Sisak)